# Africa Addio
Africa Addio je italský dokumentární film z roku 1966, v němž jsou zdokumentovány následky dekolonizace Afriky. Byl natočen italskou režisérskou dvojicí Gualtiero Jacopetti a Franco Prosperi, která při jeho natáčení strávila tři roky v Africe. Mimo jiné je zde zachyceno vybíjení zvířat černochy, masakry Arabů na Zanzibaru a spěšný útěk bělochů z afrických států bezprostředně po získání jejich nezávislosti.